# Brändknösarna
Brändknösarna är ett naturreservat i Överkalix kommun i Norrbottens län.
Området är naturskyddat sedan 2009 och är 1,6 kvadratkilometer stort. Reservatet omfattar berget Brändknösarna i norr och sjön Furuträsket och den mindre Märkbergstjärnen i väster. Reservatet består mest av urskogslik tallskog och i väster av barrblandskog.